# EUR-Lex
EUR-Lex és un servei que posa a disposició dels internautes els textos legals de la Unió Europea. Es pot trobar al web oficial de la Unió, europa.eu. EUR-Lex substituí l'anterior servei CELEX i possibilita l'accés directe a la legislació de la Unió Europea. S'hi pot consultar el Diari Oficial de la Unió Europea i inclou els tractats, la legislació, la jurisprudència i les propostes legislatives de la Unió. Disposa d'una funció de cerca exhaustiva.